# 姆拉登·克尔斯塔伊奇
姆拉登·克尔斯塔伊奇（塞爾維亞語：Младен Крстајић，1974年3月4日—）出生於前南斯拉夫的泽尼察，是一名已退役的塞爾維亞足球運動員，司職後衛。

## 生平

### 早年
卡斯達積出生於波斯尼亚和黑塞哥维那境內的工業城市泽尼察，父母均為塞爾維亞人，其父親來自扎布利亞克（Žabljak），而母親則來自比耶利纳（Bijeljina）。

### 球會
這名身高達到1.91米的後衛自小在波斯尼亞成長，出身於家鄉球隊NK些里克（NK Čelik Zenica）的青訓系統。由於波斯尼亞在1992年發生波士尼亞戰爭，年僅18歲塞爾維亞裔的卡斯達積舉家遷移到塞爾維亞的基金达（Kikinda），加盟當地球隊在塞尔维亚甲级联赛角逐的基堅達（FK Kikinda）。卡斯達積表現出色，於1995年獲得國內兩支勁旅柏迪遜及贝尔格莱德红星的青睞，由於卡斯達積全家均為柏迪遜的支持者，故此選擇加盟柏迪遜。效力柏迪遜四年期間，他共贏得3次塞爾維亞和黑山聯賽冠軍（1996、1997及1999年）及1次南斯拉夫盃（Yugoslav Cup，1998年）。
卡斯達積於2000年轉戰德甲，以250萬馬克身價加盟雲達不萊梅，簽約三年，在2004年協助球隊贏得德甲及德國足協杯雙料冠軍。同年7月17日卡斯達積轉投史浩克零四。2007年12月卡斯達積與隊友拉傑迪（Ivan Rakitić）在賽後夜遊而被球隊在歐聯對洛辛堡禁賽。於2009年3月17日接替博登擔任球隊隊長。
2009年夏季，在德甲效力9年後，卡斯達積鳥倦知還，自由轉會加盟母會柏迪遜，簽約兩年。

### 國家隊
卡斯達積於1999年9月首次披甲代表塞黑國家足球隊出戰馬其頓，他是塞爾維亞被稱為「四大鐵衛」之一員，其餘三位為柏迪遜的加維蘭錫（Goran Gavrančić）、曼聯的維迪（Nemanja Vidić）及西維爾的德古天奴域（Ivica Dragutinović），四人合作在2006年世界盃外圍賽10戰只失1球。在2006年世界盃分組賽以0-6慘敗給阿根廷後，卡斯達積一度想在世界盃完結後退出國家隊。

## 行政职业
就在退役后不久，克尔斯塔伊奇于2011年6月1日被任命为FK Partizan的新足球总监。 在赛季中段休息期间，克尔斯塔伊奇通过媒体抨击俱乐部主席Dragan Đurić，回应Đurić声称Krstajić和主教练Aleksandar Stanojević完全对2011–12赛季的UEFA比赛失败负有责任。克尔斯塔伊奇表示，他和Stanojević在夏季转会窗口期间对球员的出售和收购没有充分的控制，这影响了场上的成绩。在2011年12月26日，他担任足球总监不到六个月后被解雇。
在成为经理之前，克尔斯塔伊奇于2015年1月23日成为波斯尼亚和黑塞哥维那超级联赛俱乐部Radnik Bijeljina的新主席。
在担任俱乐部主席期间，Radnik成为了一个稳定的波斯尼亚和黑塞哥维那超级联赛俱乐部，几乎总是排名前五或前六。它赢得了首个国家级和重要的奖杯，即波斯尼亚和黑塞哥维那足球杯，在2015–16赛季中获胜，并因此有资格参加其首个UEFA比赛，即2016–17年UEFA欧洲联赛预选赛。
在2018–19年波斯尼亚和黑塞哥维那超级联赛赛季中，Radnik获得第五名，但第四名的Željezničar未获得参加下赛季UEFA欧洲联赛的UEFA执照，因此Radnik有资格默认晋级2019–20年UEFA欧洲联赛预选赛，这是其历史上第二次。
在2019年12月27日，克尔斯塔伊奇意外地决定离开Radnik，表示是时候让新人来领导俱乐部了。 他于2020年3月28日正式离开俱乐部，由Predrag Perković接任主席一职。

## 榮譽
- 塞尔维亚足球超级联赛冠軍：1995–96, 1996–97, 1998–99, 2009–10, 2010–11；
- 塞尔维亚盃冠軍：2010–11
- 德甲冠軍：2003–04；
- 德國足協盃：2003–04；
- 德國足球協會聯賽盃：2005；

## 外部連結
- （英文） 史浩克零四官網：簡歷（页面存档备份，存于）
- （英文） SoccerBase：生涯統計
- （德文） Fussballdaten.de：生涯統計（页面存档备份，存于）
- reprezentacija.rs：姆拉登·克尔斯塔伊奇[]